# Strengteori
Strengteori er en gren af teoretisk fysik, der går ud på at man i stedet for at opfatte verden som bygget op af 3-dimensionelle partikler som elektroner og kvarker, som det er tilfældet i standardmodellen, anser universets byggesten for at være såkaldte 11-dimensionelle strenge eller superstrenge, der vibrerer med forskellig frekvens, og derfor har visse givne egenskaber.
Strengteorien har som mål at løse et af de store problemer inden for teoretisk fysik: at forene kvantemekanikken med den generelle relativitetsteori. Standardmodellen inden for kvantemekanik beskriver tre af de fire naturkræfter (vekselvirkninger): den stærke kernekraft, den elektromagnetiske kraft og den svage kernekraft. Men den forklarer ikke tyngdekraften, der indtil videre ikke har nogen succesfuld kvanteteori, men er beskrevet ved den generelle relativitetsteori. Strengteori er et forsøg på dette, og på at lave en såkaldt teori om alting.
En af de mest markante nytænkninger ved strengteorien er, at rumtiden har 11 dimensioner. 10 fysiske og 1 tidsdimension.

## Problemer ved teorien
Strengteorien er blevet aktivt udforsket siden 1969, men er stadig ikke kommet med forudsigelser, der kan testes ved eksperimenter. Det kan derfor diskuteres, om der overhovedet er tale om en fysisk teori eller om det egentlig bare er en hypotese.